# Son
|  | Per a altres significats, vegeu «Son (desambiguació)». |

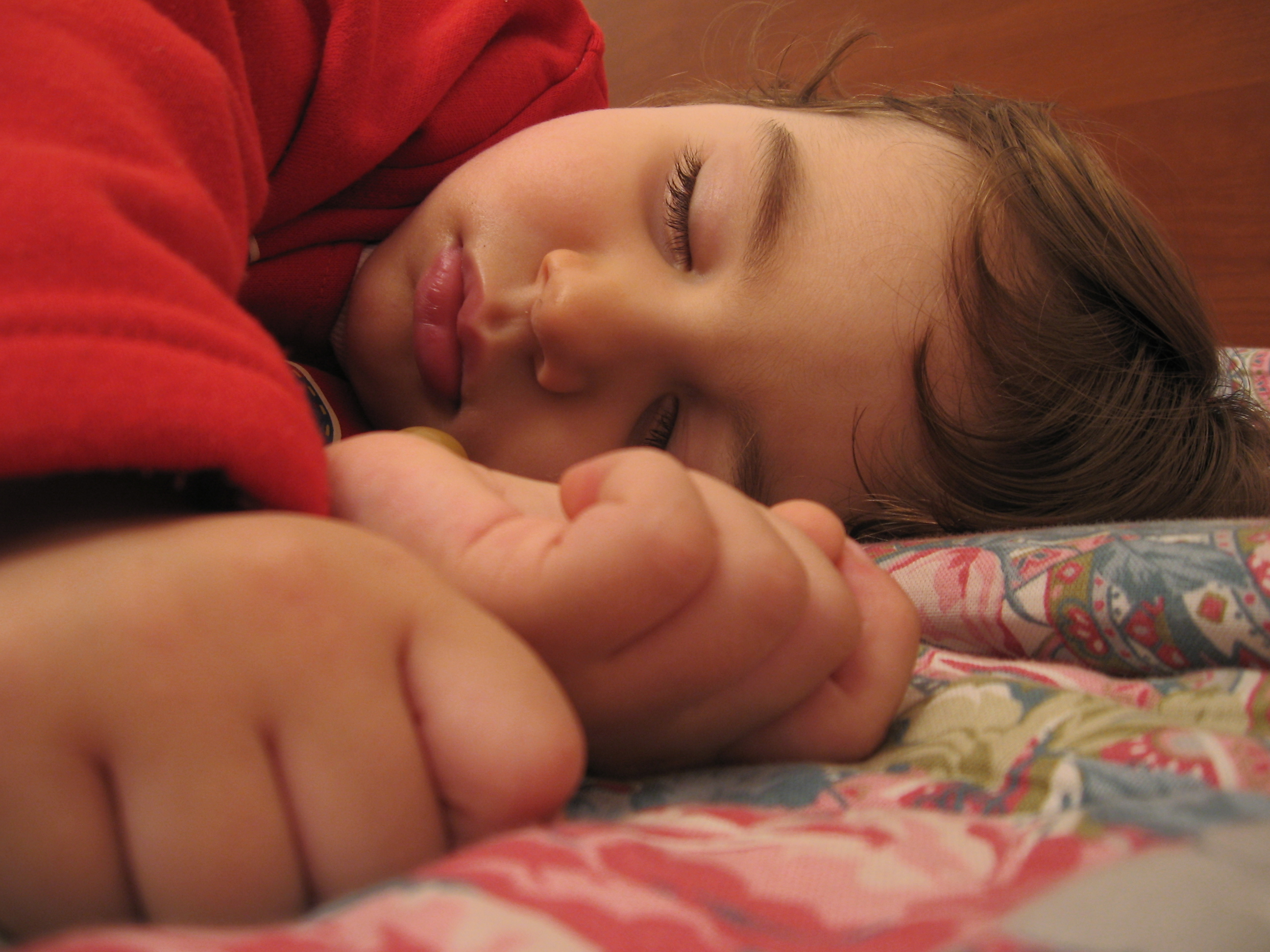
Un nen dormint.

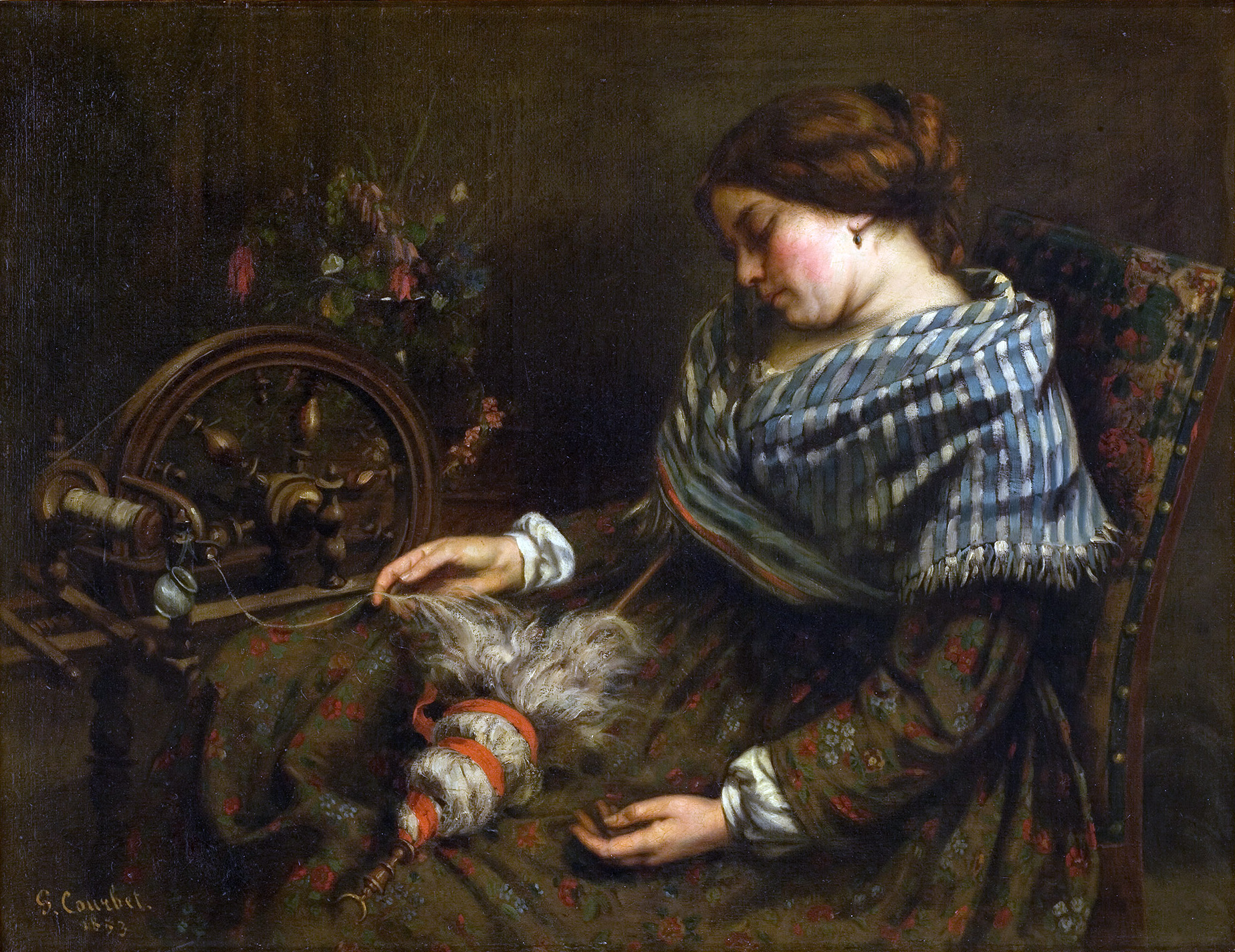
Dona dormint (Gustave Courbet).

El son és un estat natural i necessari de repòs del cos i la ment en què la consciència es troba alterada i disminuïda, l'activitat sensorial està relativament inhibida i en la que, durant la fase moviments oculars ràpids, la majoria de músculs voluntaris están relaxats. Es diferencia de l'estat d'alerta o vigília en que la resposta als estímuls i a l'entorn és mínima, encara que el nivell d'activitat cerebral roman alt en comparació a la hibernació o al coma.
Durant el son tenen lloc un conjunt de processos imprescindibles pel manteniment de l'equilibri o homeòstasi dels diversos sistemes que componen el cos i pel correcte funcionament d'aquests. Així, la majoria de teixits i òrgans es troben en el son en un estat anabòlic en què ocorren diferents processos de renovació i reparació que promouen la salut del sistema immunitari, del nerviós, del muscoesquelètic, de l'endocrí… Aquesta activitat reparadora és necessària també per un funcionament psicològic adequat, ja que el son és vital pel desenvolupament i manteniment de les funcions cognitives com la memòria així com per la regulació de l'estat d'ànim.
El son és present en mamífers, ocells i alguns rèptils, amfibis i peixos. El son és un comportament molt conservat al llarg de l'evolució animal.
El vocable «son» (del llatí somnus, arrel original que es conserva en els cultismes somnífer, somnolent i somnàmbul) designa tant l'acte de dormir com el desig de fer-ho (tenir son). Metafòricament, s'afirma que una part del cos  se li ha adormit a algú quan s'hi perd o redueix passatgerament la sensibilitat (se li ha adormit la cama, parestèsia). Quan es refereix a les ganes de dormir, el mot és femení.

## Etapes del son

Hipnograma mostrant els cicles de son des de la mitjanit fins a les 6,30, amb el somni profund al cap d'uns minuts. Hi ha més REM (marcat en vermell) abans dels breus despertars.

Dins del son, es distingeixen diferents fases que s'identifiquen per l'existència o no d'un moviment ràpid d'ulls, REM (Rapid Eye Movement), que és visible sota la parpella per a l'observador.
Els estats i les fases del son humà es defineixen segons els patrons característics que s'observen mitjançant l'electroencefalograma (EEG), l'electrooculograma (EOG, un mesurament dels moviments oculars) i l'electromiograma de superfície (EMG). El registre d'aquests paràmetres electrofisiològics per definir els estats de son i de vigília s'anomena polisomnografia.
En el son no-REM (NREM o NMOR), que es diu també son lent, s'hi distingeixen quatre etapes:
- Son sense moviments oculars ràpids (NMOR o NREM, en anglès). Es divideix en 4 estats:
  - La fase 1 del NMOR (fase del son lleuger) és la transició des de la vigília al son; és reconeguda per l'aparició del patró regular α (alfa d'amplitud d'ona alta i regular) i instauració d'un patró d'amplitud baixa i de freqüència mixta, predominantment en l'interval theta (2 a 7 Hz), amb moviments oculars lents «en balancí».
  - La fase 2 del NMOR es defineix per l'aparició de complexos K i de fusos de son superposats a una activitat de base similar a la de l'estat 1. Els complexos K són descàrregues lentes, negatives (cap amunt) i d'amplitud elevada que es continuen immediatament després per una deflexió positiva (cap avall). Els fusos de son són descàrregues d'alta freqüència de curta durada que presenten una amplitud característica amb pujades i baixades. No hi ha activitat ocular i l'EMG dona un resultat similar a l'estat 1.
  - La fase 3 del NMOR es caracteritza per ser un son amb més del 20% (però menys del 50%) d'activitat delta d'amplitud elevada (> 75 microV) (0,5 a 2 Hz). Els fusos del son poden persistir; continua sense haver-hi activitat ocular, i l'activitat del EMG roman en un nivell reduït.
  - A la fase 4 del NMOR (la fase de major profunditat en el son), el patró electroencefalogràfic lent i d'alt voltatge de la fase 3 comprèn almenys el 50% del registre.

El conjunt format per les fases 3 i 4 del NMOR es denomina son d'ones lentes (SOL), delta o profund.
Després de passar per aquestes etapes, durant uns 70 a 120 minuts, sol presentar-se la primera fase REM (Rapid Eye Movement, Moviment Ràpid d'Ulls):
- Son de moviments oculars ràpids(MOR o REM en anglès), conegut també com a «son paradoxal», desincronitzat o D. El son REM es caracteritza per un EEG de baixa amplitud i de freqüència mixta similar al de la fase 1 del NMOR. En aquest context, es produeixen brots d'activitat més lenta (3 a 5 Hz) amb deflexions negatives superficials («ones en dent de serra») que se superposen amb freqüència a aquest patró. El EOG dona mostres de MOR semblants a les que s'observen quan la persona en qüestió roman desperta i amb els ulls oberts. L'activitat del EMG roman absent, reflectint l'atonia muscular completa de la paràlisi motora descendent característica d'aquest estat.[7]

El temps que es triga a iniciar aquesta fase ens donarà la latència REM. El son REM ocupa el 20% del temps total del son en l'adult; encara que varia amb l'edat, és major en els nens i s'hi observen descàrregues de moviments oculars ràpids i una abolició completa del to muscular; la freqüència respiratòria i el pols es fan més ràpids i irregulars. Les diferents fases del son s'alternen cíclicament al llarg de la nit; durant la primera part del son predomina el son NREM i durant la segona els períodes REM es van fent més llargs. Durant el son normal, apareixen períodes de vigília tan breus que poden no ser recordats l'endemà.
Els estudis sobre la fisiologia del son han avançat de manera molt important en els últims anys, basant-se en les noves tecnologies de neuroimatge (que treballen per analitzar i influir en el sistema nerviós de l'ésser humà), entre d'altres.
Les característiques fisiològiques de l'activitat onírica varia al llarg de les diferents etapes del son. Durant el son REM, apareixen imatges més rares i estrafolàries, els informes
 del son són més llargs, més emocionals que en les etapes NREM, cosa que correlaciona amb la diferent fisiologia d'aquestes fases.

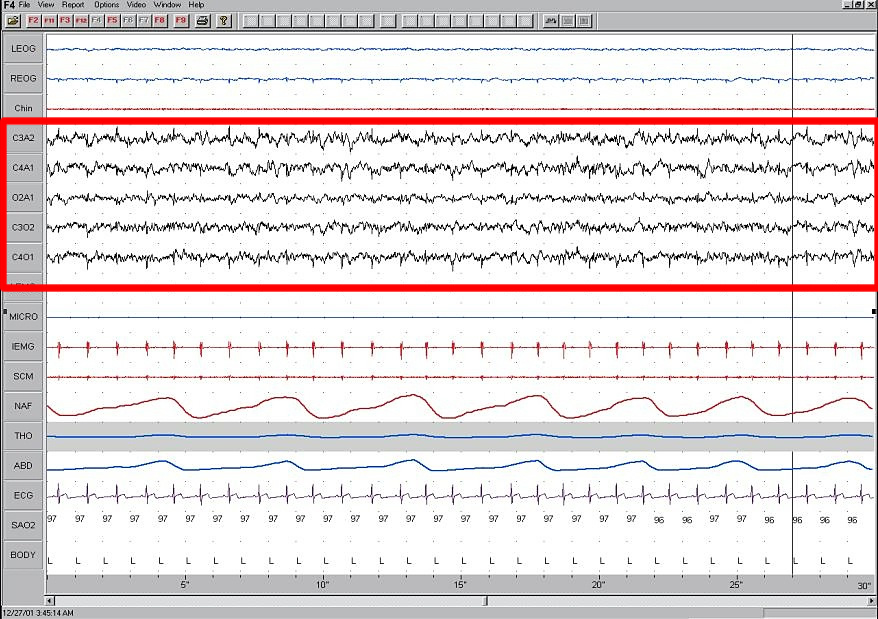
Fase 1.
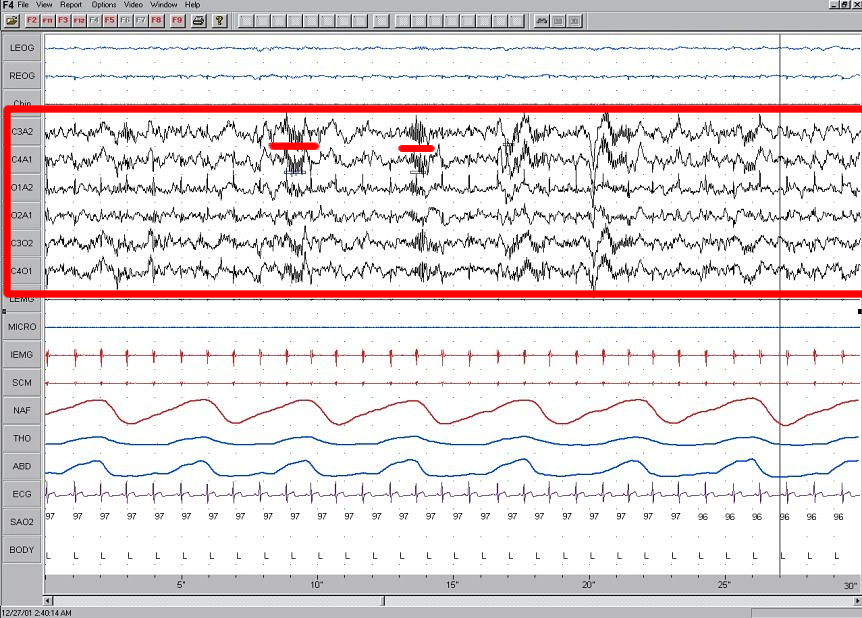
Fase 2.
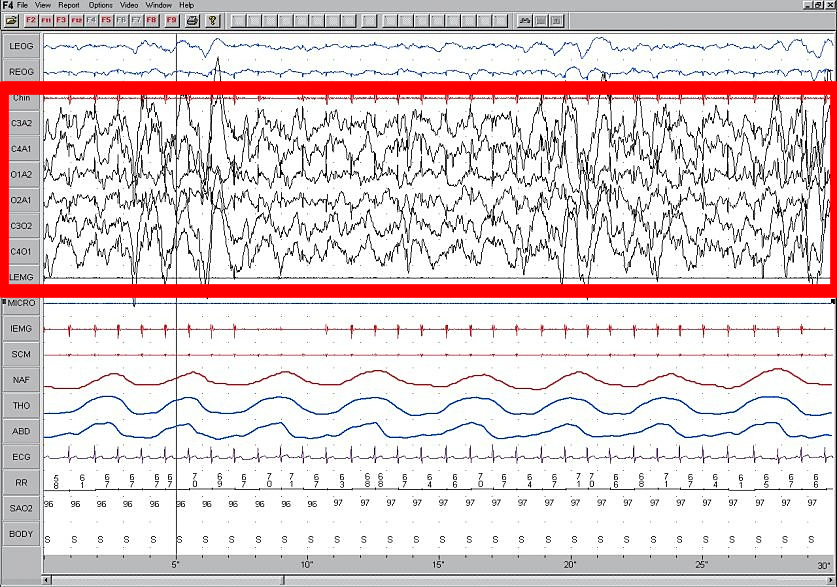
Fase 4.
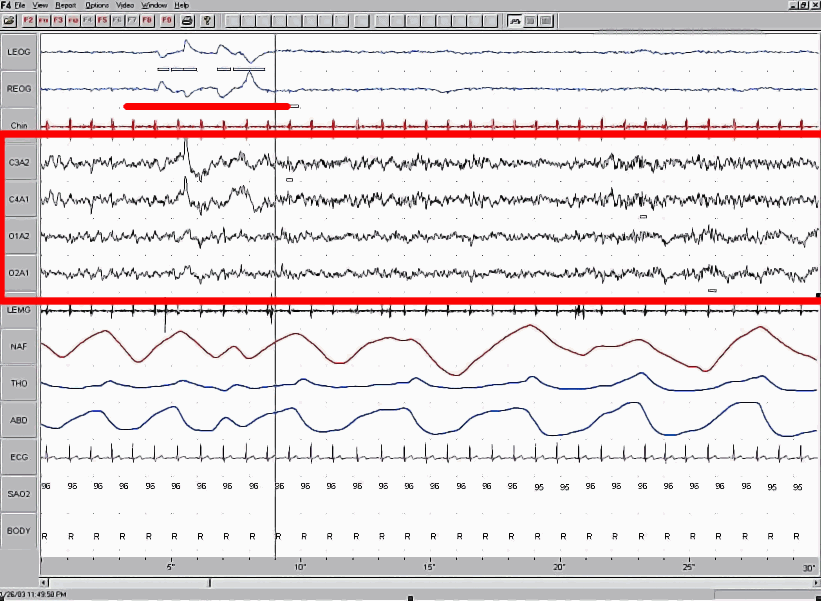
Son MOR.

## Funcions

### Restauració
L'organisme humà es restaura físicament durant el son, que es produeix principalment durant el son d'ones lentes en el qual la temperatura corporal, la freqüència cardíaca i el consum d'oxigen cerebral disminueixen. Tant al cervell com al cos, la taxa reduïda de metabolisme permet processos de restauració compensadors. El cervell necessita dormir per restaurar-se, mentre que aquests processos poden tenir lloc durant la vigília en repòs a la resta del cos. La funció essencial del son pot ser l'efecte restaurador sobre el cervell: "El son és del cervell, del cervell i del cervell".
 Aquesta teoria es veu reforçada pel fet que s'observa que el son és un comportament necessari a la major part del regne animal, inclosos alguns dels animals menys evolucionats que no necessiten altres funcions del son, com la consolidació de la memòria o el somni.
Mentre s'està despert, el metabolisme cerebral genera productes finals, com ara les espècies reactives de l'oxigen, que poden ser perjudicials per a les cèl·lules cerebrals i inhibir la funció adequada. Durant el son, les taxes metabòliques disminueixen i la generació d'espècies reactives d'oxigen es redueix, permetent processos de restauració. S'ha demostrat que el cervell adormit elimina els productes finals metabòlics a un ritme més ràpid que durant un estat despert. El mecanisme d'aquesta eliminació sembla ser el sistema glimfàtic. El son pot facilitar la síntesi de molècules que ajuden a reparar i protegir el cervell dels productes finals metabòlics generats durant la vigília. Les hormones anabòliques, com ara les hormones de creixement, es secreten preferentment durant el son. La concentració cerebral de glicogen augmenta durant el son i s'esgota pel metabolisme durant la vigília.
L'efecte de la durada del son sobre el creixement somàtic no es coneix completament. Un estudi va registrar el creixement, l'alçada i el pes, correlacionats amb el temps reportat pels pares al llit en 305 nens durant un període de nou anys (entre 1 i 10 anys). Es va trobar que "la variació de la durada del son entre els nens no sembla tenir cap efecte en el creixement" El son d'ones lentes afecta els nivells de l'hormona del creixement en homes adults. Durant vuit hores de son, els homes amb un alt percentatge de son d'ona lenta (SWS) (mitjana 24%) també tenien una secreció elevada d'hormona del creixement, mentre que els subjectes amb un percentatge baix de SWS (mitjana 9%) tenien una baixa secreció d'hormona del creixement.

### Processament de la memòria
Un estudi sobre la participació de l'estimulació de corrent continu al còrtex prefrontal per augmentar la quantitat d'oscil·lacions lentes durant el SWSfe: l''estimulació de corrent continu millora moltíssim la retenció de parelles de paraules l'endemà, i dona evidència que el SWS té un paper important en la consolidació dels records episòdics.
Els diversos estudis suggereixen que hi ha una correlació entre el son i les funcions de la memòria. Els investigadors del son de Harvard Saper i |Stickgold van dir que una part essencial de la memòria i de l'aprenentatge consisteix que les dendrites de les cèl·lules nervioses enviïn informació a les cèl·lules per tal de fer noves connexions neuronals. Per a fer aquest procés, les dendrites no han de rebre cap tipus d'informació externa i és per això que se suggereix que passa durant el son.
Un estudi de la psiquiatra Sara Mednick suggereix que el son fa més creatiu i intel·ligent a l'ésser humà i fins i tot, el simple fet de fer la migdiada, pot augmentar la intel·ligència.

### La privació del son augmenta l'eficàcia del son
Per eficiència del son s'entén el temps que un subjecte passa en son veritable perquè no es pot despertar durant el temps que es dedica a dormir. n dels descobriments més importants de la investigació sobre la privació de son és que les persones que estan privades de son esdevenen dorments amb un son més eficient. Concretament, en aquest son hi ha una proporció més alta d'ones lentes (fases 3 i 4), cosa que sembla servir a la principal funció de recuperació.

### Somni

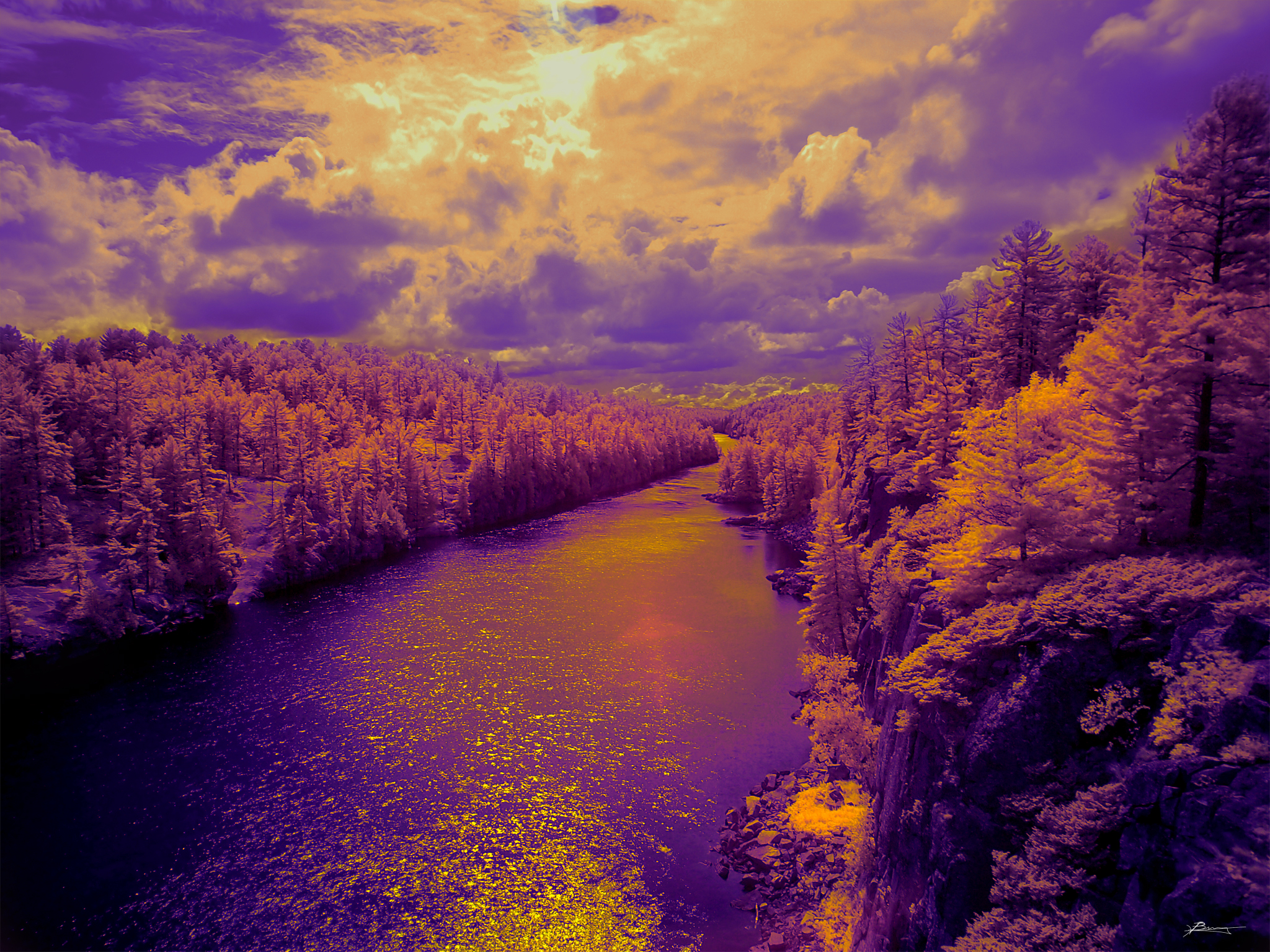
Sovint els somnis se senten com estar desperts, però amb més surrealisme.

Durant el son, especialment el somni REM, els humans tendeixen a experimentar somnis. Es tracta d'experiències en primera persona esquives i majoritàriament impredictibles que semblen lògiques i realistes per al somiador mentre estan en curs, malgrat les seves qualitats sovint estranyes, irracionals i/o surrealistes que es fan evidents quan s'avaluen després de despertar-se. Els somnis sovint incorporen perfectament conceptes, situacions, persones i objectes dins de la ment d'una persona que normalment no anirien junts. Poden incloure sensacions aparents de tot tipus, especialment la visió i el moviment.
Els somnis tendeixen a esvair-se ràpidament de la memòria després de despertar-se. Algunes persones opten per mantenir un diari dels somnis, que creuen que els ajuda a recordar els somnis i els facilita la capacitat d'experimentar somnis lúcids.
La gent ha proposat moltes hipòtesis sobre les funcions del somni. Sigmund Freud va postular que els somnis són l'expressió simbòlica dels desitjos frustrats que s'han relegat a l'inconscient, i va utilitzar la interpretació dels somnis en forma de psicoanàlisi per intentar descobreix aquests desitjos.
En contra de la intuïció, la tumescència nocturna del penis no és més freqüent durant un somni sexual que durant un altre tipus de somni. El sistema nerviós parasimpàtic experimenta una major activitat durant el son REM que pot provocar erecció del penis o del clítoris. En els homes, entre el 80% i el 95% del son REM normalment s'acompanya d'una erecció del penis parcial o completa, mentre que només un 12% dels somnis dels homes contenen contingut sexual.
John Allan Hobson i Robert McCarley proposen que els somnis són causats pel disparament aleatori de neurones a l'escorça cerebral durant el període REM. De manera clara, aquesta teoria ajuda a explicar la irracionalitat de la ment durant els períodes REM, ja que, segons aquesta teoria, el prosencèfal crea una història en un intent de reconciliar i donar sentit a la sensació sensorial que se li presenta. Això explicaria la naturalesa estranya de molts somnis.

## Àrees de l'encèfal implicades en el son
- Regió anterior de l'hipotàlem, àrea del prosencèfal basal (son).
- Regió posterior de l'hipotàlem, àrea del mesencèfal (vigília).

Aquestes dues àrees de l'encèfal que estan involucrades en la regulació del son van ser descobertes a principis del segle xx, abans que sorgís la neurociència comportamental moderna, pel neuròleg vienès Baró Constantin Von Economo. Posteriorment, la implicació d'aquestes dues àrees es confirmarà mitjançant estudis de lesió en animals experimentals (vegeu Saper, Chou i Scammell, 2001).

### Fàrmacs que afecten el son
La majoria dels fàrmacs que influeixen en el son poden classificar-se en una de les dues categories diferents:
- Hipnòtics: augmenten la quantitat de son.
- Antihipnòtics: disminueixen la quantitat de son.

Hi ha una tercera categoria que caldria introduir-hi, la dels fàrmacs que influeixen sobre la ritmicitat circardiana, i és el principal fàrmac la melatonina.

## El son en els animals

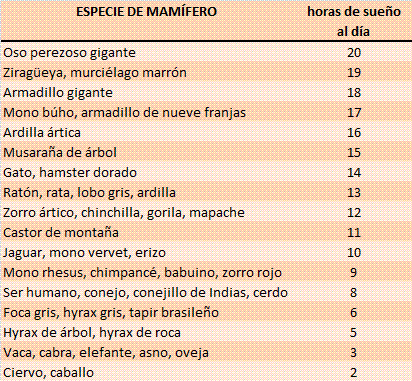
Quantitat en hores que dormen diferents mamífers per dia.

L'acte de somiar ha estat només confirmat en l'Homo sapiens. Alguns animals també passen per la fase MOR del son, però l'experiència subjectiva és difícil de determinar. Sembla que els mamífers són els animals amb major probabilitat de somiar a causa del cicle del son similar a l'humà. En el primer lloc de les estadístiques en termes de son, hi ha el gat, que passa un 70% de la vida dormint i, a mesura que envelleix, l'etapa de vigília disminueix ostensiblement.
Els cavalls, els ànecs i les ovelles poden dormir drets o estirats. No obstant això, no poden experimentar son MOR mentre estan drets. L'animal que més temps passa en fase MOR durant el son és el dasipodí. Els cetacis i els ocells, entre altres espècies, són diferents dels humans: sempre han d'estar conscients, ja que necessiten sortir a la superfície a respirar, només una part del cervell dorm cada vegada, és el que es coneix com son unihemisfèric d'ones lentes.
|  |  |  |  |